# Arisztotelész gazdaságbölcselete
Közgazdászok és filozófusok sem tagadják, hogy annyi más tudomány atyja, Arisztotelész az első közgazdász a történelemben. Polányi Károly szerint „Arisztotelész fedezte fel a gazdaságot”. Noha ez így önmagában kissé erős állítás, mivel az Ahmesz-papirusz tanúsága alapján tudjuk, hogy már az ókori Egyiptomban is végeztek kifejezetten gazdasági jellegű számításokat; az azonban éppenséggel lehetséges, ha nem is teljesen valószínű, hogy filozófiai vizsgálat tárgyává először Arisztotelész tette. Gazdaságbölcselettel a Politika és a Nikhomakhoszi Etika c. műveiben foglalkozik.

## Politika című művében
A Politikában Arisztotelész a platóni államutópia kritikájából kiindulva próbálja meg felvázolni, a lehető legjobb és egyúttal megvalósítható társadalomelméleti modelljét. Bírálta Platónnak a tulajdonra a családra vonatkozó, vagyonközösséget, férj- és feleségmegosztást, és általában a kollektivizmust hirdető nézeteit, melyet az Az állam c. munkájában kifejtett. 

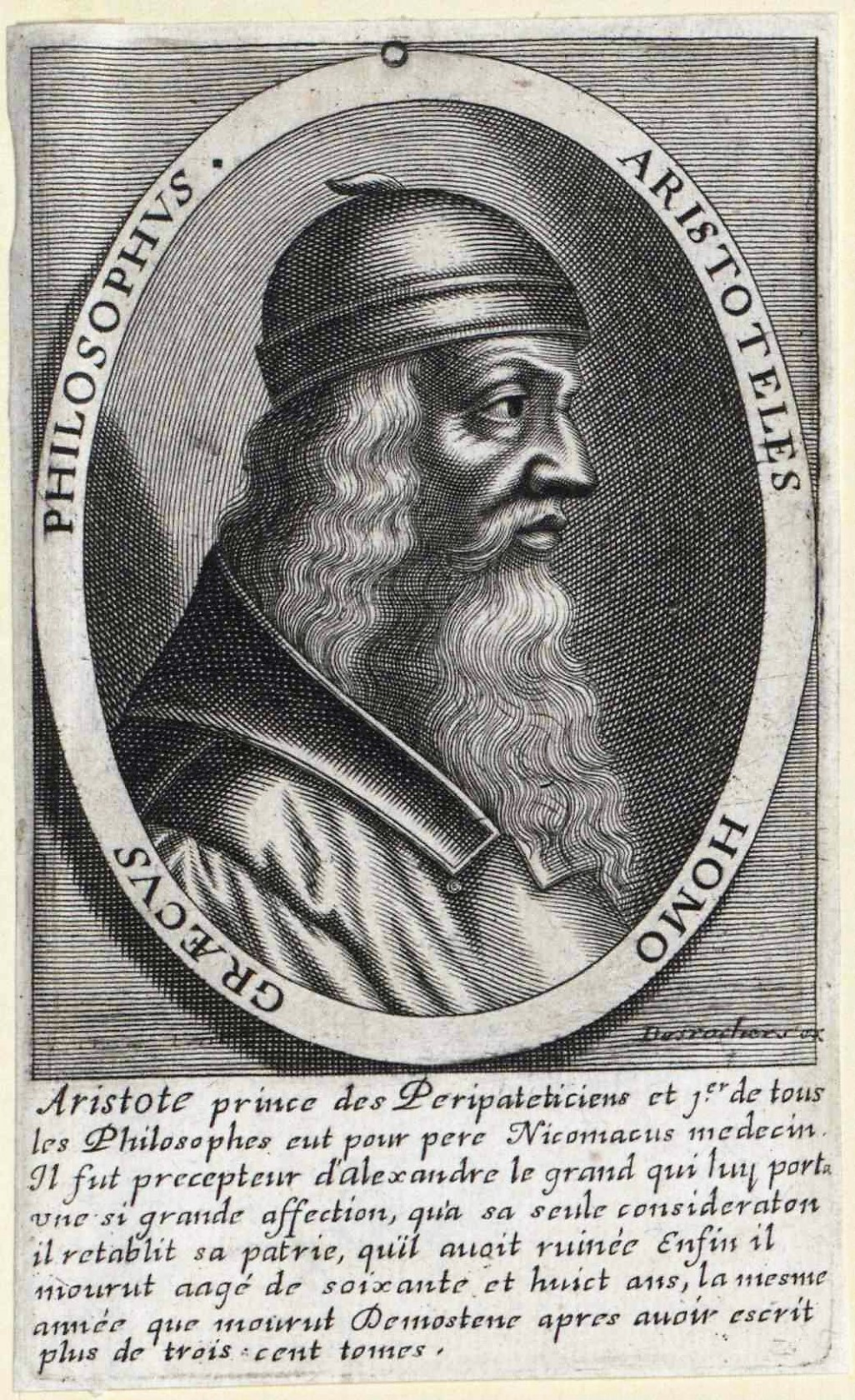
Arisztotelész, 17. századi metszet

Ez azonban nem jelenti azt, hogy egyoldalúan a magántulajdon híveinek oldalára állt volna, szerette volna egyesíteni a magántulajdon és a vagyonközösség előnyeit. Úgy gondolta, hogy az ideális államban a föld egyik része közös, a másik része pedig magántulajdonban van, egyébként ez az antik poliszokban még sok helyen valóban így is volt, a gazdaság alapját sokáig tényleg a kettős földtulajdon képezte. A monogámia fenntartása mellett pedig a következőképpen érvelt: „A legkevésbé törődnek azzal, aminek a legtöbb gazdája van: a magáéval mindenki jobban törődik, a közössel már kevésbé, vagy csak amennyire őt illeti, és mert úgy gondolják, hogy úgyis törődik vele valaki más, inkább elfeledkeznek róla. … Ha minden polgárnak ezernyi gyermeke van, akkor ezek nem minden egyes polgáréi, hanem ahogy jön akármelyik akármelyiknek a fia; így aztán valamennyien egyaránt nem törődnek velük.”  Ez az elv a mai közgazdaságban általában is megjelenik a magántulajdonnak mint az egyetlen értelmes tulajdonformának a preferálásában, amely konkrétan mint például az „állam a legrosszabb gazda” dogmában teljesül meg (bár természetesen ezzel nem akarjuk azt mondani, hogy feltétlenül igaz lenne).
Arisztotelésznél az állam közösség (ld. Arisztotelész államformatana, amelynek alapvető egysége, mikroközössége a család, ez utóbbi pedig része a nagyobb közösségnek, az egésznek. A "legfelsőbbrendű közösség …, amely a többit mind magában foglalja, … az, amit városállamnak nevezünk, vagyis az állami közösség. Az állami közösség alapvető kritériuma a gazdasági önállóság, autarkheia, ami lehetővé teszi a népesség eltartását, és Arisztotelésznél a civilizált, kényelmes, szabad görög állampolgárhoz méltó életet is. A közösség és az egyén céljáról a Nikomakhoszi etika című művében fejti ki azt a gondolatát, hogy bár a végcél az egyén és a városállam számára ugyanaz, mégiscsak kedvezőbb és eszményibb feladat az állam javának elérése és megőrzése. Ugyanakkor, örömteli már az is, ha csupán az egyes ember éri el ezt a célt, azonban szebb és elsőrendűbb, ha egy nép vagy a városállamok érik eI ezt a végcélt. 
A gazdálkodásnak (vagyonszerzésnek) két alaptípusát különbözteti meg: a természetes és a természetellenes gazdálkodást (vagyonszerzést). A gazdálkodás két típusát a gazdálkodás célja aspektusából választja el. A természetes gazdálkodás a közösség (család, városállam) megőrzésére, fenntartására irányul, ezzel szemben a természetellenes gazdálkodás célja: a vagyonszerzés, a vagyonfelhalmozás.
A természetes gazdasági tevékenység az élet szempontjából elengedhetetlen termékek, a használati értékek megszerzését, előállítását jelenti. A természetellenes gazdasági tevékenység pedig olyan tevékenység, amely a gazdagságnak, különösen pénz formájában történő felhalmozására irányul. A természetes gazdálkodás (vagyonszerzés) határos, korlátos. Határát az adott közösség (család, városállam) szükséglete, fogyasztása szabja meg. A természetellenes gazdálkodás (vagyonszerzés) ezzel szemben határtalan, korlátlan. A természetes gazdagság a közösség megélhetését biztosító létszükségleti cikkekből (gabonából, olajból, borból és más efféle dolgokból) áll. Az emberi szükségletek, – akár a háztartás, akár a városállam szükségleteiről van szó – nem korlátlanok.